# トニー・リップ
フランク・アンソニー・ヴァレロンガ・Sr（Frank Anthony Vallelonga Sr., 1930年7月30日 - 2013年1月4日）は、トニー・リップ（Tony Lip）という通称で知られていたアメリカ合衆国の俳優、作家である。

## 人物
HBOのテレビドラマ『ザ・ソプラノズ 哀愁のマフィア』で犯罪王カーマイン・ルパータッチを演じたことで知られる。この他にも映画『フェイク』ではボナンノ一家のフィリップ・ギアコン、『グッドフェローズ』ではルッケーゼ一家のフランチェスコ・マンゾなど実在の犯罪者を演じている。リップは勤め先のニューヨークのナイトクラブのコパカバーナでフランシス・フォード・コッポラとルイス・ディジャイモと出会い、『ゴッドファーザー』での映画デビューに繋がった。また『Shut Up and Eat!』（2005年）という本を共同執筆している。
1960年代初頭にはジャマイカ系アメリカ人のクラシックピアニストのドン・シャーリーの運転手兼ボディガードを務めており、その物語は息子のニック達によって、2018年に映画『グリーンブック』となった。

## 生い立ち
ペンシルベニア州ビーバーフォールズでイタリア系の両親のもとに生まれる。幼少期に一家でニューヨーク市ブロンクス区の215丁目に移住し、ジョン・ゴッティの近所で暮らした。子供の頃から口が達者だった彼は「リップ」という渾名をつけられた。

## キャリア
1951年から1953年まではアメリカ陸軍に所属し、ドイツに駐留した。1961年からはナイトクラブのコパカバーナでメートル・ディやスーパーバイザーとして働き、多数の著名人と知り合った。
1962年から1963年にかけてはピアニストのドン・シャーリーに雇われ、ジム・クロウ・サウスを旅する彼の運転手兼ボディガードとして働き、彼との友情は生涯続いた。。彼らの旅は息子のニックが共同脚本・製作を務めた『グリーンブック』（2018年）で映画化され、リップはヴィゴ・モーテンセンが演じた。

## 私生活と死
リップはニュージャージー州パラマスで暮らし、妻のドロレスとは1999年に彼女が亡くなるまで連れ添った。息子のニックは俳優・脚本家・プロデューサー・映画監督となった。
2013年1月4日にニュージャージー州ティーネックで亡くなった。82歳だった。ドンはその数カ月後に死亡している。。

## フィルモグラフィ

### 映画
| 年   | 作品                                                                        | 役名                   | 備考           |
| ---- | --------------------------------------------------------------------------- | ---------------------- | -------------- |
| 1972 | ゴッドファーザー The Godfather                                              | 結婚式のゲスト         | クレジット無し |
| 1974 | マンハッタン皆殺し作戦 Crazy Joe                                            | マフィア               | クレジット無し |
| 1974 | スーパーコップス The Super Cops                                             | デトロイトのヒットマン | クレジット無し |
| 1975 | 狼たちの午後 Dog Day Afternoon                                              | Cop at JFK             | クレジット無し |
| 1980 | レイジング・ブル Raging Bull                                                | ナイトクラバー         | クレジット無し |
| 1984 | パッショネイト 悪の華 The Pope of Greenwich Village                         | フランキー             |                |
| 1985 | イヤー・オブ・ザ・ドラゴン Year of the Dragon                               | レニー・カランザ       |                |
| 1987 | クロスカウンター/傷だらけのチャンピオン Heart                               | マックス               |                |
| 1988 | マフィア/最後の祈り Last Rites                                              | カビー                 |                |
| 1989 | ロックアップ Lock Up                                                        | ガード                 |                |
| 1990 | グッドフェローズ Goodfellas                                                 | フランキー             |                |
| 1991 | 奇跡が降る街 29th Street                                                    | ニッキー               |                |
| 1992 | イノセント・ブラッド Innocent Blood                                         | フランク               |                |
| 1993 | Who's the Man?                                                              | ヴィート・パスカル     |                |
| 1994 | A Brilliant Disguise                                                        | ピート                 |                |
| 1995 | ダブルクロス/陰謀 In the Kingdom of the Blind, the Man with One Eye Is King | パウリー               |                |
| 1997 | フェイク Donnie Brasco                                                      | フィリー               |                |
| 1998 | A Brooklyn State of Mind                                                    | バーテンダー           |                |
| 2005 | The Signs of the Cross                                                      | マリオ                 |                |
| 2006 | オール・イン/エースの法則 All In                                            | ダークマン             |                |
| 2008 | ベルベット・スパイダー Stiletto                                             | ガス                   |                |

### テレビシリーズ
| 年        | 作品                                       | 役名                     | 備考                               |
| --------- | ------------------------------------------ | ------------------------ | ---------------------------------- |
| 1992      | ロー&オーダー Law & Order                  | ドク                     | 第3シーズン第9話「揺らいだ中立性」 |
| 1996      | ロー&オーダー Law & Order                  | エディ・マローズ         | 第6シーズン第10話「30年前の真相」  |
| 2001-2007 | ザ・ソプラノズ 哀愁のマフィア The Sopranos | カーマイン・ルパータッチ | 計10話出演                         |